# Jägerkarspitzen
Les Jägerkarspitzen sont trois cimes dans le massif des Karwendel : la Nördliche Jägerkarspitze à 2 596 m d'altitude, la Mittlere Jägerkarspitze à 2 608 m et la Südliche Jägerkarspitze à 2 579 m.

## Géographie
Les Jägerkarspitzen se situent dans le chaînon de Gleirsch. À l'est se trouve le cirque Jäger, au sud le cirque In den Flecken et à l'ouest le cirque Gleirscher Riegelkar. La crête surplombe une falaise de 700 m de hauteur au nord de la vallée de Hinterau. Les montagnes à l'ouest du chaînon sont l'Innere et l'Äußere Riegelkarspitze et le Hoher Gleirsch ; à l'est, c'est le Hinterödkopf.

## Histoire
En 1859, Hugo von Enzensberg, Robert von Hörmann, Leopold Pfaundler et Josef von Trentinaglia, étudiants d'Innsbruck, font la première ascension de la Südliche Jägerkarspitze et de la Mittlere Jägerkarspitze. Enzensberg fait un rapport sur la faune, Trentinaglia fait une observation géognosique, Hörmann fait des dessins des sommets et des panoramas, Pfaundler fait des mesures hypsométriques.
Hermann von Barth fait la première ascension de la Nördliche Spitze le 30 juillet 1870. La crête que reprennent August Böhm et Karl Diener dans les années 1880 est baptisée en son honneur.

## Ascension
La voie la plus fréquentée actuellement pour la Südliche Jägerkarspitze part du sud du Schrofen dans le cirque In den Flecken. La difficulté pour aller ensuite à la Mittlere Jägerkarspitze et à la nördlichen Jägerkarspitze est classée 2. La voie empruntant la crête Barth pour la Mittlere Jägerkarspitze est de 3.
Les trois sommets sont rarement fréquentés.